# Salvia leucophylla
Espèce
Salvia leucophylla est une espèce de plantes à fleurs de la famille des Lamiacées originaire de Californie et du nord du Mexique.